# Meccano
Pour les articles homonymes, voir Meccano (homonymie).
 (avril 2021).
Si vous disposez d'ouvrages ou d'articles de référence ou si vous connaissez des sites web de qualité traitant du thème abordé ici, merci de compléter l'article en donnant les références utiles à sa vérifiabilité et en les liant à la section « Notes et références ».
Meccano est un jeu de construction à base d'éléments à l'origine entièrement métalliques. Les modules standard préfabriqués étaient des lames métalliques perforées de trous circulaires au pas de ½ pouce (1,27 cm). Dès le début, la collection de ces lames fut très étendue, car le but initial était l'initiation à la mécanique : elle comportait des cornières, des plaques, des axes, des roues et des engrenages en laiton. L'originalité de l'invention est le pas constant des trous pour l'assemblage qui se fait au moyen de vis et d'écrous.
Meccano est une marque exclusive de la société Meccano, une société britannique fabriquant le jeu Meccano, les trains Hornby, les Dinky Toys et distribuant d'autres types de jouets. La filiale française Meccano SA est créée en 1912 à Paris et devint la maison mère, dont le siège et la principale usine qui étais située à Calais. Elle a fermé en début d'année 2024.
Au fil du temps, la gamme de pièces a largement évolué : certaines ont disparu du système, de nouvelles ont été créées, quelques-unes sont maintenant en matière plastique et en acier. Ce nom de marque est parfois utilisé comme un nom commun pour qualifier un dispositif qui se construit par assemblage d'éléments modulaires, bien que la société Meccano refuse que l'on utilise sa marque de façon générique. Enfin, Meccano est distribué aux États-Unis sous la marque Erector.

## Histoire

### Débuts
La création du jeu se fait en 1898 à Liverpool, dans un atelier où Frank Hornby s’amusait à inventer un jeu de construction à base de vis et d’écrous pour ses enfants. Il donne ainsi naissance au système Meccan, breveté en 1901.

### Années 1900–1950

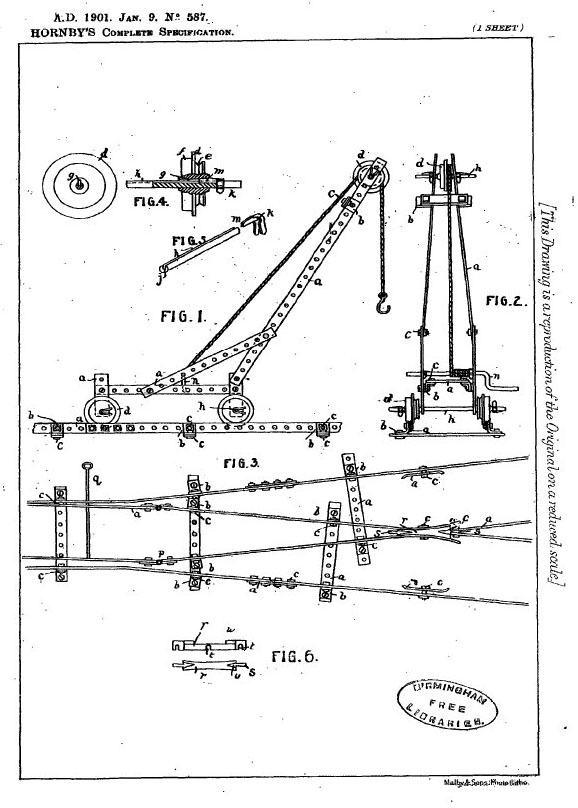
Image du brevet de 1901.

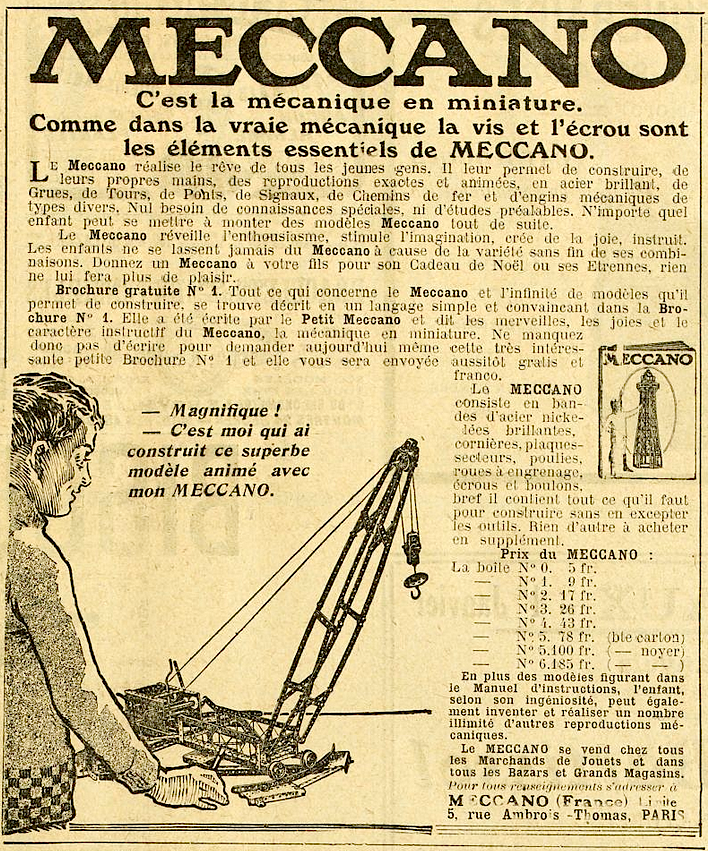
Publicité pour Meccano publiée dans Excelsior, 21 décembre 1913.

Frank Hornby met au point son système et le commercialise sous la marque « Mechanics Made Easy » (en français : « La mécanique rendue facile »). La marque Meccano est déposée en 1907. La fabrication des pièces de Meccano est entièrement sous-traitée jusqu’en 1903. Hornby installe un petit atelier de production à Liverpool, puis le déménage en 1909 dans un ancien atelier de construction de voitures à chevaux situé dans Old Derby Street. Pour répondre à une demande de production accrue, l’usine de Binns Road est inaugurée en 1914. Le Meccano est exporté principalement dans les colonies britanniques mais, en 1913, la société Meccano Inc. est créée aux États-Unis. À cette époque, Meccano a déjà une agence à Paris, située au 5 rue Ambroise-Thomas, et Meccano SA est créé en 1912 sous la présidence de Roland, fils de Frank Hornby. En octobre 1916, il lance un mensuel, Meccano-Magazine, dont la première série s'arrête en octobre 1937.
Face à la réussite mondiale de Meccano, trois nouvelles usines ouvrent, à Berlin en 1912, à Élisabeth (New Jersey) en 1920 par Meccano inc. et à Paris Belleville, en 1924. L’usine de Belleville (aujourd'hui école des ingénieurs de la ville de Paris depuis 2013) est remplacée, de 1931 à 1934, par celle de Bobigny, qui, en 1951, peut produire près de 500 000 coffrets de Meccano par jour. Cette même année, le siège social et les bureaux sont transférés de Belleville à Bobigny (actuelle Seine-Saint-Denis), et l’immeuble de Belleville est vendu.
Pendant la guerre de 1939-1945 la fabrication et la vente de jouets en métal sont interdites en Grande-Bretagne : l'usine de Liverpool travaille pour la défense en produisant, en particulier, des systèmes de largage de bombes. L’usine de Bobigny, réquisitionnée par les Allemands, travaille pour Märklin. En 1959, une usine est ouverte à Calais, qui prend le nom de Meccano SN.

### Années 1960–1990

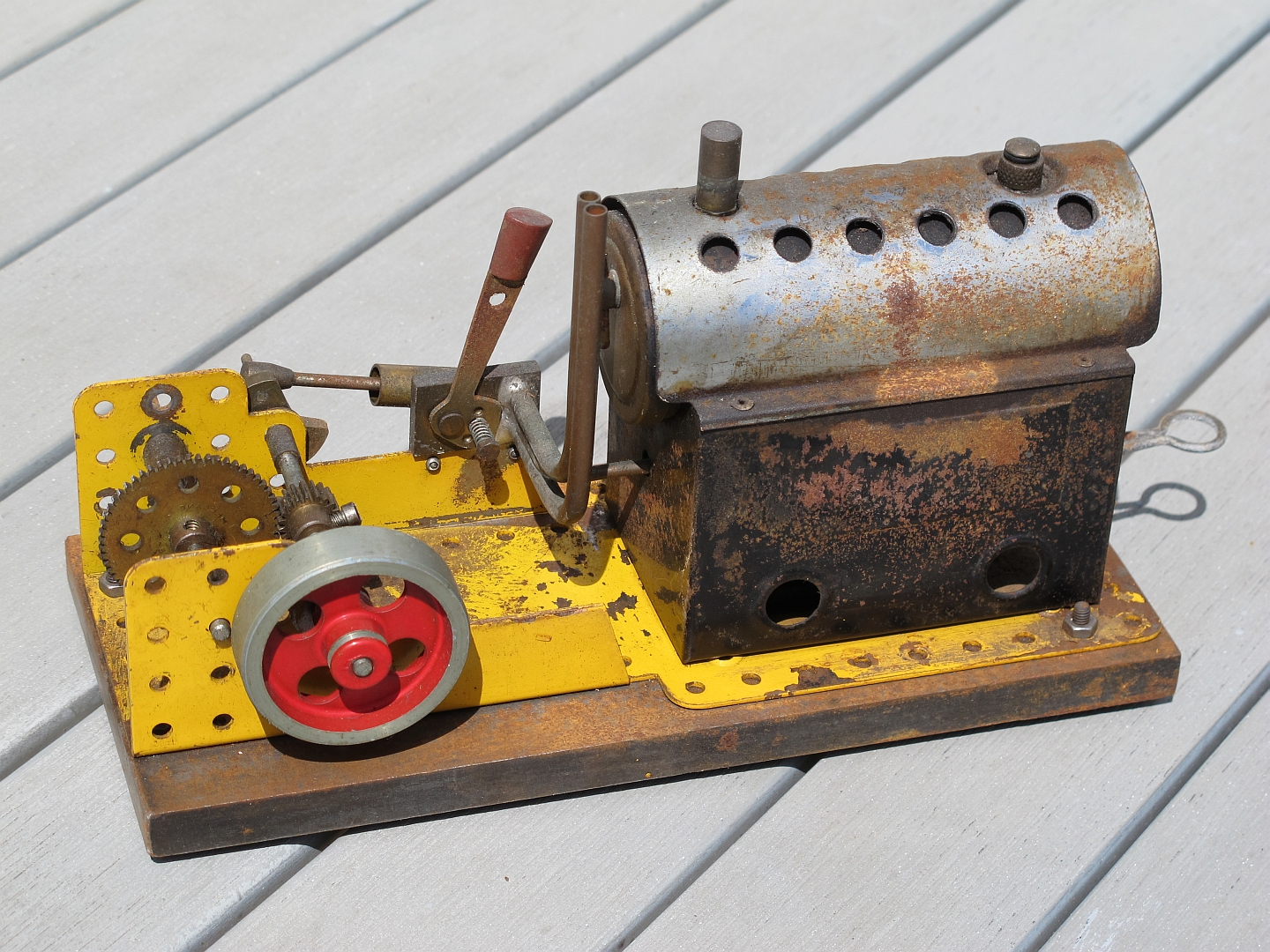
Moteur à vapeur commercialisé par Meccano de 1965 à 1976.

Fin 1964, Meccano Ltd. est racheté par Lines Brothers (trains et jouets Tri-Ang et voitures Spot-On). La fabrication des trains Hornby est transférée à l’usine Lines et les voitures Spot-On sont abandonnées au profit des Dinky Toys.
En janvier 1970, la raison sociale devient Meccano-Triang, mais les affaires vont mal et le directeur Joe Fallman crée une nouvelle société du nom de Maoford Ltd., dont il est le président. Il y transfère tous les actifs de Meccano pour une valeur de 2 400 000 £, met Meccano Ltd. en liquidation volontaire et laisse 9 000 000 £ de dettes à l'empire Lines, qui s'écroule. Pour garder le bénéfice d'une image de marque restée solide, Maoford est rapidement renommée Meccano (1971) Ltd. La partie britannique de Meccano est rachetée par Airfix pour 2 000 000 £, tandis qu'Henri Hennequin, directeur général de Meccano France, revend cette partie du groupe à General Mills. La production de l'usine de Bobigny est transférée à l'usine Airfix de Calais, et l'usine de Bobigny est fermée et détruite.
En 1972, Meccano France S.A. est rachetée par Miro Company, éditeur de jeux de société. En janvier 1973, Meccano (1971) Ltd. redevient Meccano Ltd., et Dinky et Meccano sont respectivement les cinquième et sixième jouets les plus vendus en Angleterre. Le 30 novembre 1979, l'usine de Liverpool, qui avait été la plus grande usine de jouets au monde, où travaillaient plus de trois mille employés, est fermée et mise en vente. Occupée pendant quatre mois, l’usine ne sera pas vendue, elle sera finalement rasée. Les différentes marques de Meccano sont vendues : Triang-Hornby est racheté par Dunbee Combex Marx et la marque Dinky par Universal Holdings de Hong Kong qui possède déjà Matchbox. La société mère n'existe plus, et c'est à la filiale française qu'il appartient de continuer de fabriquer le Meccano.
En 1980, Miro Company fusionne avec les sociétés Meccano France, Parker Brothers France, Capiépa, Lines Brothers France et S.G.C.T. et prend le nom de Miro-Meccano S.A. La division Palitoy de la société General Mills prend possession de Meccano en 1981, le site de production de Calais devient alors le seul site de production mondial. Les dernières Dinky sont fabriquées à Calais pendant quelques mois, mais cette fabrication est vite abandonnée et les Dinky seront sous-traitées à Auto Pilen jusqu'en 1982. Après 1984, Meccano n’est plus la priorité du groupe General Mills, et très peu de développements ont lieu. L'usine qui avait été fermée pendant un an est revendue en 1985 à Marc Rebibo. Une des premières actions de celui-ci est d'interdire à la société Exacto de Buenos Aires de produire des pièces de Meccano sous cette marque. Exacto avait une licence de Meccano Ltd. depuis 1967 et continue à produire sous sa propre marque jusqu'à aujourd'hui (2010). En 1986, Miro-Meccano est rachetée par Hasbro. En 1989, Meccano SN achète les droits à la marque Erector aux États-Unis et y distribue ses produits sous cette marque.
Dans les années 1970 et 1980, Meccano France a par ailleurs été le distributeur de jouets issus de films ou de séries importés des États-Unis comme L'Homme qui valait trois milliards ou Star Wars. La licence Star Wars ayant été rapidement reprise par Kenner, les figurines Star Wars placées sur blister Meccano sont aujourd'hui rares et très recherchées par les collectionneurs. Dans les années 1990, le groupe Meccano est réorganisé. L'offre est alors basée sur deux systèmes de construction générique (le métal et le plastique). Chaque système est destiné à des tranches d'âges différentes. Les pièces en plastique sont destinées aux enfants à partir de quatre ans pour leur faire découvrir le système Meccano. La version traditionnelle en métal permet aux enfants à partir de huit ans de construire une infinité d'objets. Trois gammes sont disponibles : Multimodèles, Design et Spécial Édition.

### XXIesiècle

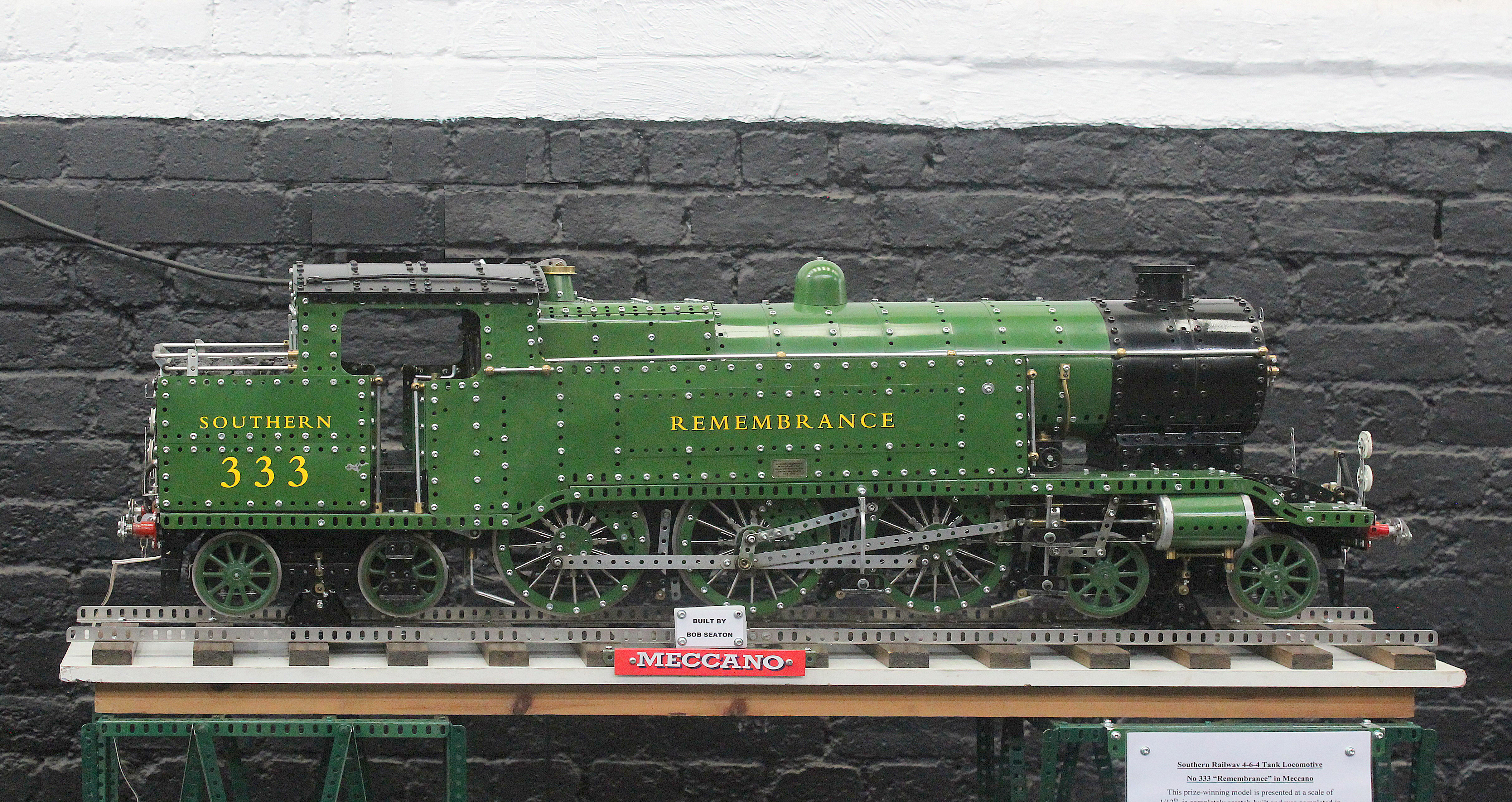
Maquette d'une locomotive à vapeur construite par un passionné en 2013. La voie ferrée a une longueur de 120 cm.

Au bord de la faillite, Meccano est racheté en 2000 par le groupe japonais Nikkō. Le groupe est alors redressé par Alain Ingberg, qui fait entrer dans le capital un fonds d'investissement, 21 Capital Partners, propriété d'Alessandro Benetton. Les Japonais sortiront définitivement du capital en 2007, la société étant alors détenue à parts égales par Alain Ingberg et le fonds 21 Capital Partners. En 2005, le site de Calais, qui a subi un plan social réduisant ses effectifs de cent cinquante à quatre-vingts salariés, a été entièrement modernisé et largement automatisé. 
En 2007, Meccano ouvre des filiales en Espagne et en Grande-Bretagne. De nouvelles gammes font leur apparition en 2005 : Speed Play à partir de sept ans, Tuning, et Kids Play à partir de deux ans. La société est également distributrice des jouets WowWee (Robosapien…), Crayola, Nikko, et Maisto. Lors du Consumer Electronics Show de Las Vegas en janvier 2007, Erector, filiale de Meccano aux États-Unis, présente Spykee, robot communiquant par l'intermédiaire du Wi-Fi et pouvant être contrôlé par le biais d'Internet, à monter soi-même, et lance pour Noël 2008 une gamme de robots électroniques. En 2010, l'usine de Calais est encore le site de production principal du Meccano, une partie de la production effectuée en Chine est relocalisée à Calais.
Le 13 août 2013, la société Meccano est rachetée par le Canadien Spin Master (en), un groupe spécialiste des engins radiocommandés et des figurines pour enfant. Le 21 février 2023, le groupe canadien Spin Master, propriétaire de l'usine Meccano de Calais, annonce la fermeture définitive du site d'ici 2024. Les syndicats évoquent la possibilité d'une « délocalisation maquillée » derrière cette fermeture.

## Pièces et modèles

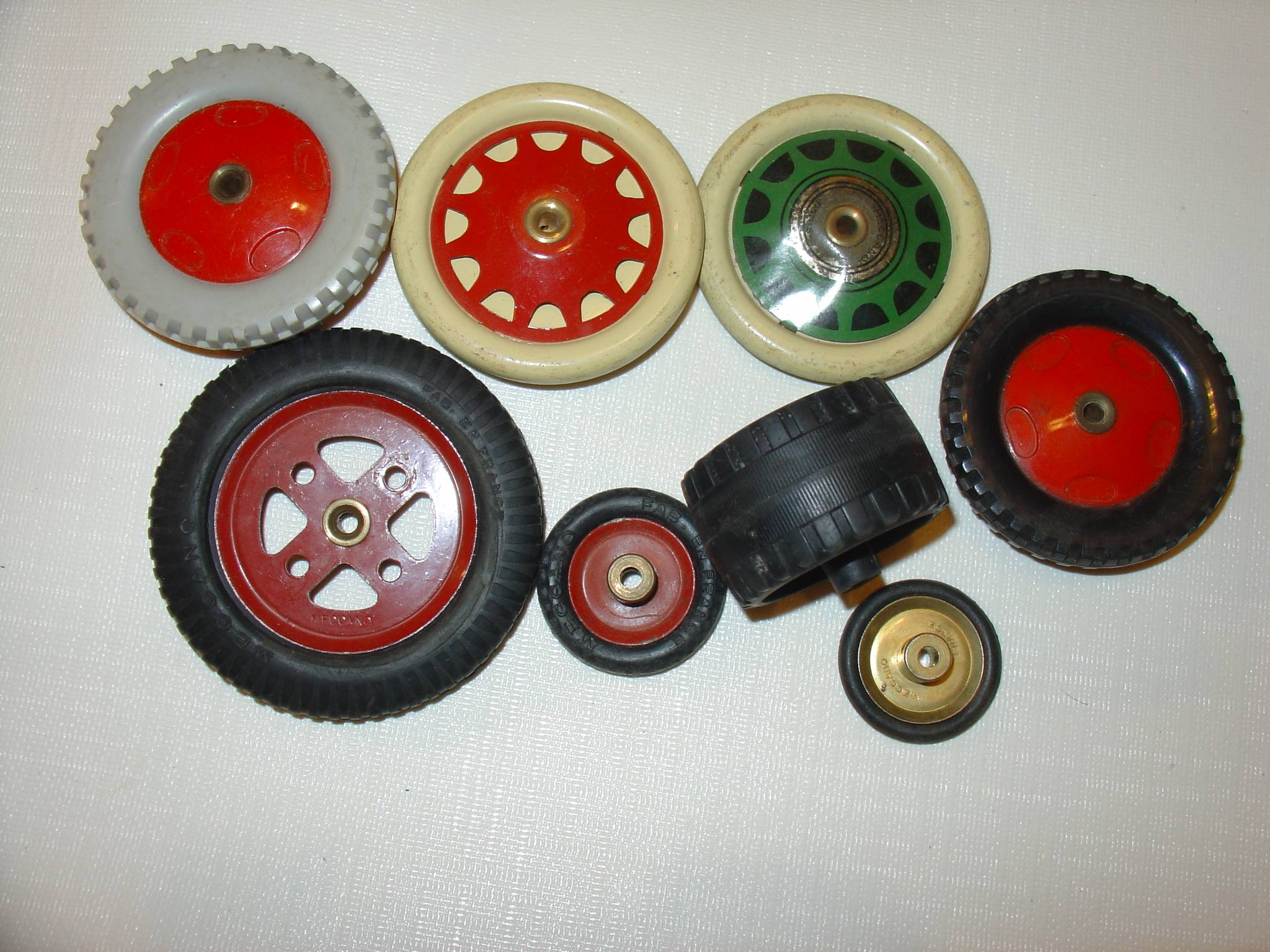
Quelques roues du jeu Meccano.

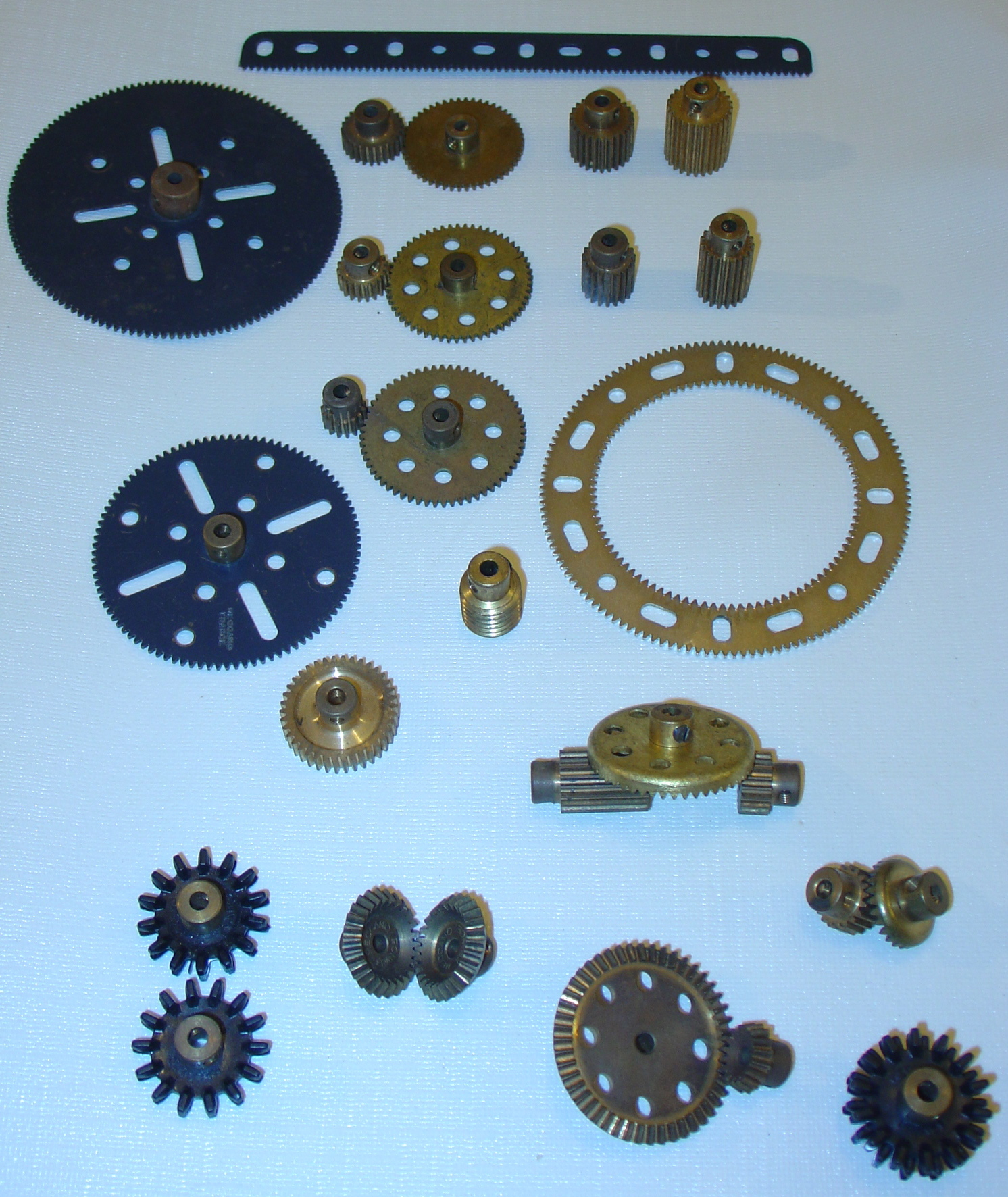
Quelques engrenages du jeu Meccano.

### Principaux types de pièces
- les bandes perforées droites ou courbes ;
- les plaques souples, planes ou cintrées, certaines transparentes, ou rigides, avec ou sans bords ;
- les cornières, longrines et poutrelles ;
- les poulies, pneus en caoutchouc et courroies de transmission ;
- les engrenages (pignons, roues, vis sans fin, couronnes à denture intérieure/extérieure et crémaillères) de différentes tailles ;
- les roues dentées pour transmission par chaînes ;
- les tringles et manivelles de différentes longueurs ;
- les accessoires de raccordement (équerres, goussets, embases, etc.) ;
- les accessoires mécaniques (joint de cardan, accouplement, bras de manivelle, excentrique, cliquet, roue à rochet, etc.) ;
- les moteurs, mécaniques, électriques et à vapeur pour animer les modèles.

Les pignons et roues dentées permettent les rapports 1/2 (pignon de 25 dents et roue dentée de 50 dents), 1/3 (19 et 57 dents), 1/4 (15 et 60 dents), 1/5 (19 et 95 dents) et 1/7 (19 et 133 dents). De plus, des pièces supplémentaires ont existé pour des emplois spécifiques, tels que rouleau et navette pour métier à tisser, des aiguilles pour horloge, des attelages (Hornby), des tampons, des frotteurs prises de courant pour trains électriques, des godets pour drague, une pelle mobile pour excavatrice, des sacs pour chargements.

### Boîtes
Il existait des boîtes complètes numérotées, par ordre de nombre de pièces croissant, de 0 (boîte d'initiation) à 10 (coffret muni de trois tiroirs de pièces, le seul de la gamme à être en bois et non en carton). Des boîtes complémentaires, où ces numéros étaient accolés au suffixe A, fournissaient le complément de pièces permettant de passer d'une boîte à la suivante. Ainsi les pièces de la boîte no 2, complétées de celle de la boîte 2A, fournissaient au total l'équivalent d'une boîte no 3.
Trois moteurs mécaniques, le « 1 » à un sens de marche, le « 1A » à inverseur de sens de marche et le petit Magic, étaient également vendus séparément. Ce dernier a également été proposé dans quelques ensembles. Plusieurs moteurs électriques sous différentes tensions (de 3 à 220 V) furent aussi proposés, ainsi qu'un moteur à vapeur. Aujourd'hui[Quand ?], l'offre principale (Multi-modèles) est composée de boîtes numérotées de 2 à 50 (2-5-7-10-20-25-30-40-50) indiquant le nombre de modèles dans chaque boîte.

### Modèles
Les modèles peuvent être construits à partir de plans et de notices existantes. Certains amateurs font réellement œuvre de maquettistes en créant des modèles originaux sans plans ni notices. Certains constructeurs sont adeptes de la construction de micromodèles Meccano (MMM). La règle du jeu consiste à construire un modèle dont les pièces nécessaires logent dans le creux de la main.

### Compatibilité
Un grand nombre de jeux de construction métallique utilisant l'approche modulaire a vu le jour au cours des temps : certains strictement compatibles et donc en cotes impériales ; d'autres, totalement incompatibles, basés sur le système métrique. Beaucoup ont disparu, certains existent encore.
Parmi les systèmes compatibles, on peut citer Märklin (Allemagne), Amilac et Bral (Italie), Exacto (Argentine), A. C. Gilbert Erector, The Constructioneer, American Builder (États-Unis).
Stabil (Allemagne) est partiellement compatible (axes diamètre 4 mm, mais entraxe de 12,5 mm au lieu de 12,7 mm).
Et, pour les systèmes en cotes métriques :
- Constructor (France) axes de 3 mm, entraxe de 11 mm, Lyon, puis Paray-le-Monial (France) ;
- Construction (ancienne Allemagne de l'Est), Efel et Standard LR (France), Eitech (Allemagne) et Polylong sont compatibles avec des axes de 4 mm et un entraxe de 10 mm. Happy People (Allemagne) s'y est ajouté début 2007 ;
- Merkur (Tchécoslovaquie) utilise des axes de 3,5 mm, avec un entraxe de 10 mm ;
- Trix (Allemagne, France et Grande-Bretagne) utilise aussi des axes de 3,5 mm. Il est reconnaissable à ses bandes percées de trois rangées de trous décalées de 8 mm. À ne pas confondre avec le rare Meccano X, composé de pièces compatibles Meccano, à trois rangées de trous non décalées.

### Meccanoid
En 2015, Meccano lance Meccanoid, un système de robot programmable intelligent proposé aux 10 ans et plus. Le système comprend des pièces en polycarbonates, des servomoteurs et un processeur central. Son LIM (apprentissage intelligent des mouvements) permet de faire faire physiquement au robot un mouvement, de l'enregistrer et de le rejouer à la demande. Le système est équipé de reconnaissance vocale et peut être piloté par la voix. Il est possible d'exploiter son système open source pour programmer de nouvelles commandes.

## Communauté
Les clubs de passionnés du Meccano sont référencés par l'International Society of Meccanomen. En France, la référence est le Club des Amis du Meccano (CAM).

## Records
En 2015, des étudiants de l'Université Queen's de Belfast bâtissent un pont métallique de 30 mètres de long en utilisant 11 000 pièces de Meccano (et à peu près 70 000 boulons et vis), établissant ainsi un record Guiness.